# Noravank
Vous lisez un « bon article » labellisé en 2009.
Pour l’article homonyme, voir Bgheno-Noravank.
Noravank (en arménien Նորավանք, « nouveau monastère ») ou Noravank d'Amagh(o)u est un monastère arménien situé dans une gorge de la communauté rurale d'Areni, non loin de la ville d'Eghegnazor, dans le marz de Vayots Dzor, au sud de l'Arménie. Bâti sur l'emplacement d'une église des IXe - Xe siècles, le complexe est refondé au XIIe siècle mais date essentiellement des XIIIe et XIVe siècles ; il devient le mausolée des Orbélian. Actif jusqu'au XIXe siècle et célèbre notamment pour son scriptorium, cet important centre religieux et culturel arménien est jusqu'alors une des résidences des évêques de Siounie.
L'église principale du monastère, Saint-Jean-le-Précurseur (Sourp Karapet), est précédée d'un gavit et est complétée par l'église Saint-Grégoire (Sourp Grigor). S'ajoutent à ce groupe l'église Sainte-Mère-de-Dieu (Sourp Astvatsatsin), les ruines de divers bâtiments, plusieurs khatchkars et les remparts des XVIIe et XVIIIe siècles.
Rénové à deux reprises au XXe siècle, Noravank est aujourd'hui l'une des cinq attractions touristiques majeures de l'Arménie. Le monastère et la haute vallée de l'Amaghou sont placés depuis 1996 sur la liste indicative arménienne du Patrimoine mondial de l'UNESCO.

## Situation géographique
Pour des articles plus généraux, voir Vayots Dzor et Syunik.

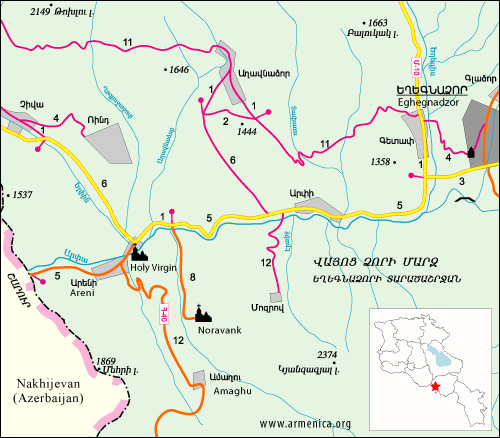
Carte régionale.

Route menant au monastère.

Noravank a été érigé dans l'étroite gorge de la petite rivière Amaghou, un affluent de l'Arpa, à l'est du haut-plateau arménien, dans le Petit Caucase. Situé sur un replat rocheux dans ce qui ressemble à une petite vallée à 8 km de l'entrée de la gorge, le site, perché à 1 550 m, fait face à des falaises de calcaire ocre et grises.
Le monastère est situé à 3 km au nord-est de la localité d'Amaghu, sur le territoire de la communauté rurale d'Areni (localité située au nord du site), non loin de la ville d'Eghegnazor. Le site est bâti sur le territoire de l'actuel marz de Vayots Dzor, au sud de l'Arménie. Erevan, la capitale arménienne, est distante d'environ 120 km.
Historiquement, Noravank est situé dans le canton de Vayots Dzor de la province de Siounie, une des quinze provinces de l'Arménie historique selon le géographe du VIIe siècle Anania de Shirak.

## Histoire
Pour des articles plus généraux, voir Arménie zakaride et Liparides-Orbélian.
La gorge au fond de laquelle est situé Noravank est occupée depuis le Néolithique, sur le site de la grotte de Magil, la plus grande d'Arménie, ainsi que dans d'autres grottes plus petites.
Selon l'historien et évêque arménien de la seconde moitié du XIIIe siècle Stépanos Orbélian, le monastère aurait été fondé en 1105 par Hovhannès, évêque de Vahanavank, qui y aurait fait ériger la première église Sourp Karapet ; Hovhannès aurait auparavant reçu du sultan seldjoukide Mahmud Ier un titre sur l'emplacement du futur établissement, qu'il aurait imposé à un émir local grâce à l'aide du sultan après avoir guéri le fils de ce dernier. En réalité, il semble que la première église Sourp Karapet, aujourd'hui en ruines, date des IXe - Xe siècles. Hovhannès serait par contre crédité de la refondation du monastère, avec l'installation sur place d'un noyau de moines.

La Siounie (ou Syunik') au sud-est de l'Arménie sous les Zakarian, vers 1203.

Le monastère ne se développe cependant qu'à la période zakaride, aux XIIIe et XIVe siècles, sous les auspices des Orbélian, des féodaux géorgiens issus de la famille arménienne des Mamikonian et devenus princes de Siounie en 1175. Les princes de cette lignée sont les commanditaires des bâtiments actuels du monastère, qui abrite en outre leur mausolée. Malgré les dommages causés par un séisme en 1340, le monastère devient alors un important centre religieux et culturel, proche notamment du monastère de Gladzor, et une résidence des évêques de Siounie. Son scriptorium s'illustre ainsi au premier plan de l'école de Siounie en termes de production de miniatures au XIVe siècle, avec notamment Momik.
La présence religieuse se maintient globalement jusqu'au XIXe siècle (avec notamment l'érection de remparts aux XVIIe et XVIIIe siècles), lorsqu'en 1840, un autre séisme cause d'importants dégâts à l'établissement, suivi d'un troisième en 1931.
De premières réfections sont effectuées sous l'ère soviétique en 1948-1949 ; une deuxième phase de restauration débute en 1982 et, avec notamment l'aide financière de Dikran Hadjetian, membre de la diaspora arménienne du Canada, est achevée en 1999, date de la réouverture de Noravank au public. Cette phase voit ainsi la reconstruction par anastylose du dôme de Sourp Astvatsatsin, notamment grâce au travail de la Commission arménienne pour la protection des monuments et à l'utilisation d'une matrice montrant les relations entre les différentes pierres le constituant.
Inscrit par l'Arménie sur la liste indicative du Patrimoine mondial de l'UNESCO le 25 août 1996 selon les critères i, iii, vi, vii et ix et sous l'intitulé « Monastère de Noravank et haute vallée de l'Amaghou », Noravank est aujourd'hui l'un des cinq sites touristiques majeurs du pays, aux côtés de Garni, de Zvartnots, des quartiers historiques de Gyumri, et de Khor Virap. Des panneaux d'information sur le monastère et la gorge dans laquelle il est situé (grotte de Magil, faune, flore…) ont notamment été installés sur le site à l'attention des touristes en 2008.

## Bâtiments
Pour un article plus général, voir Architecture arménienne.
Le monastère inclut l'église Sourp Karapet et son gavit, l'église Sourp Grigor et l'église Sourp Astvatsatsin. Il est complété par les ruines de divers bâtiments, comme une hôtellerie édifiée entre 1273 et 1290, les bâtiments résidentiels ou de service du XVIIIe siècle et de petites chapelles, par plusieurs khatchkars (dont un de la main même de Momik, daté de 1308 et aujourd'hui conservé à Etchmiadzin,) et par les remparts des XVIIe et XVIIIe siècles. Le lieu compte en outre un certain nombre de pierres tombales munies d'inscriptions, tant à l'intérieur qu'à l'extérieur des bâtiments.

### Sourp Karapetet songavit
L'église principale du monastère est Sourp Karapet (« Saint-Jean-le-Précurseur »), dont la première version, datée des IXe - Xe siècles, subsiste à l'état de ruines au sud de l'église actuelle ; il s'agissait d'une mononef à voûte en berceau renforcée de quatre doubleaux, et complétée au sud par deux chapelles également mononefs.
L'église actuelle du même nom, également appelée Sourp Stepanos (« Saint-Étienne »), a été érigée par le prince Liparit Orbélian et par l'évêque Sargis en 1216-1223 (ou 1221-1227). Il s'agit d'une croix inscrite à coupole cloisonnée fermée et à quatre chapelles d'angle à deux étages. D'après une ancienne réplique, elle était surmontée d'un tambour octogonal coiffé d'un dôme à ombrelle, tous deux détruits en 1840 et remplacés lors des restaurations par un tambour cylindrique et un dôme conique. Sa décoration est sévère : à l'intérieur, elle se limite à des croix grecques et aux trèfles ornant les chapiteaux des semi-colonnes ; à l'extérieur, on ne compte que deux niches et les encadrements des deux fenêtres orientales.

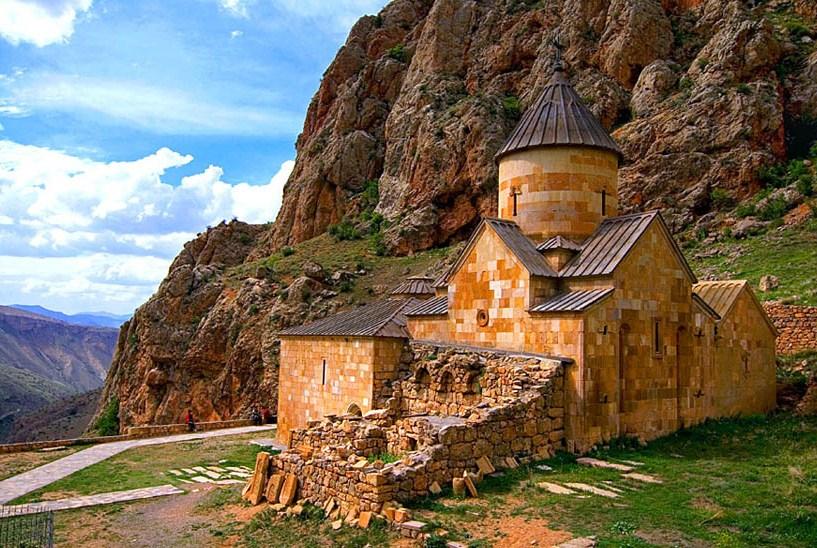
Vue depuis le sud-est ; de gauche à droite : gavit, ruines de la première église, Sourp Karapet, Sourp Grigor.
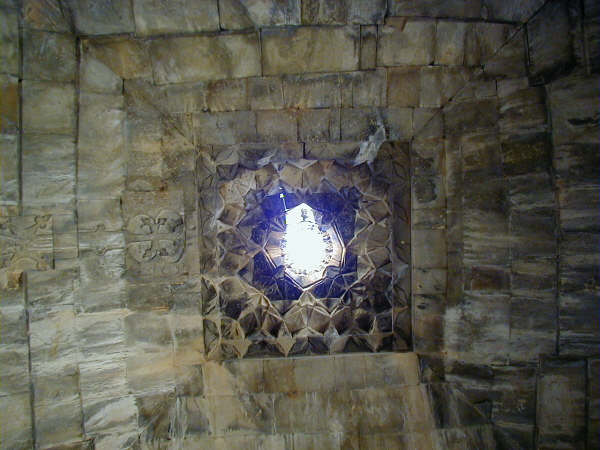
Carré central du gavit, orné de stalactites et doté au centre d'une lucarne (erdik).

Le gavit rectangulaire a probablement été construit peu après Sourp Karapet et était alors vraisemblablement doté de quatre piliers, mais il a été fortement remanié en 1261 sous le prince Smbat Orbélian : en attestent les semi-colonnes adossées aux murs et arrêtées à mi-hauteur par une ceinture portant une inscription du prince, sur laquelle repose la couverture du bâtiment, soutenue par voûte d'arête ; cette dernière est composée de quatre pans et d'un carré central doté de stalactites et d'une lucarne. Le bas du pan nord de la couverture, peut-être récupéré de l'ancien gavit, représente un cavalier chassant un lion avec un sabre. Le gavit abrite quelques sépultures d'Orbélians (dont celle de l'historien et évêque Stépanos) et de moines, ainsi que quelques khatchkars. Le bâtiment est cependant connu pour la décoration de sa façade occidentale, « remarquable par sa qualité artistique et son originalité iconographique », consistant en deux tympans superposés, réalisés après 1261 et souvent attribués par erreur à Momik (selon cette erreur, ils dateraient de 1321, alors qu'ils sont stylistiquement plus proches de la fin du XIIIe siècle) :
- le tympan inférieur, semi-circulaire[33], surmonte la porte du gavit et représente une Vierge à l'Enfant entourée d'une inscription et d'une double rangée de trèfles[2]. La Vierge et l'Enfant figurent au centre et sont surmontés d'une colombe, un lion et un oiseau à leurs pieds ; ils sont entourés à droite du prophète Isaïe et à gauche d'un personnage qui pourrait être le prophète Michée ou saint Jean-Baptiste[3], voire le prophète Ézéchiel[34]. Décoré en outre de motifs floraux, ce tympan est « un excellent exemple de la sculpture “à jour” »[35] ;
- le tympan supérieur, au sommet pointu[33], surmonte des fenêtres jumelles[2]. Il représente au centre Dieu sous la forme de « l'Ancien des jours »[36], à la face statique et aux yeux en amande[2], créant Adam à son image, auquel une colombe donne le souffle de vie[3] ; il est entouré à gauche d'une scène de crucifixion avec la Vierge et le prophète Daniel[32], et à droite d'un séraphin[33] et d'une citation du Livre de Daniel (VII, 9)[35]. La composition reflète « une brillante pensée théologique : elle évoque la création d'Adam animé par le souffle divin et rappelle que l'humanité perdue par le péché du premier homme sera sauvée grâce au sacrifice du Christ sur la croix », reflétant ainsi la position exacte de l'Église arménienne au sujet de la Trinité[37].

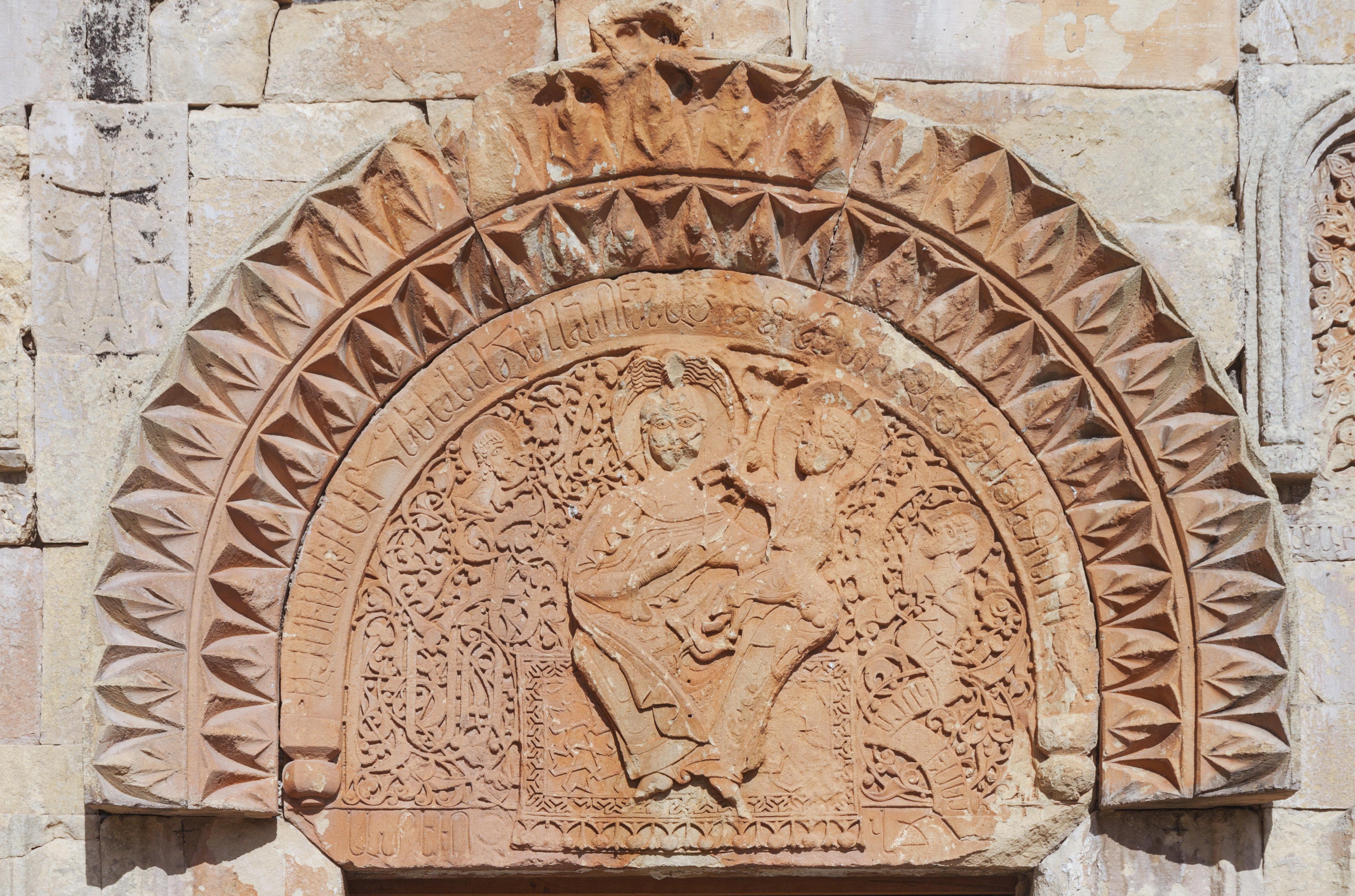
Tympan inférieur.
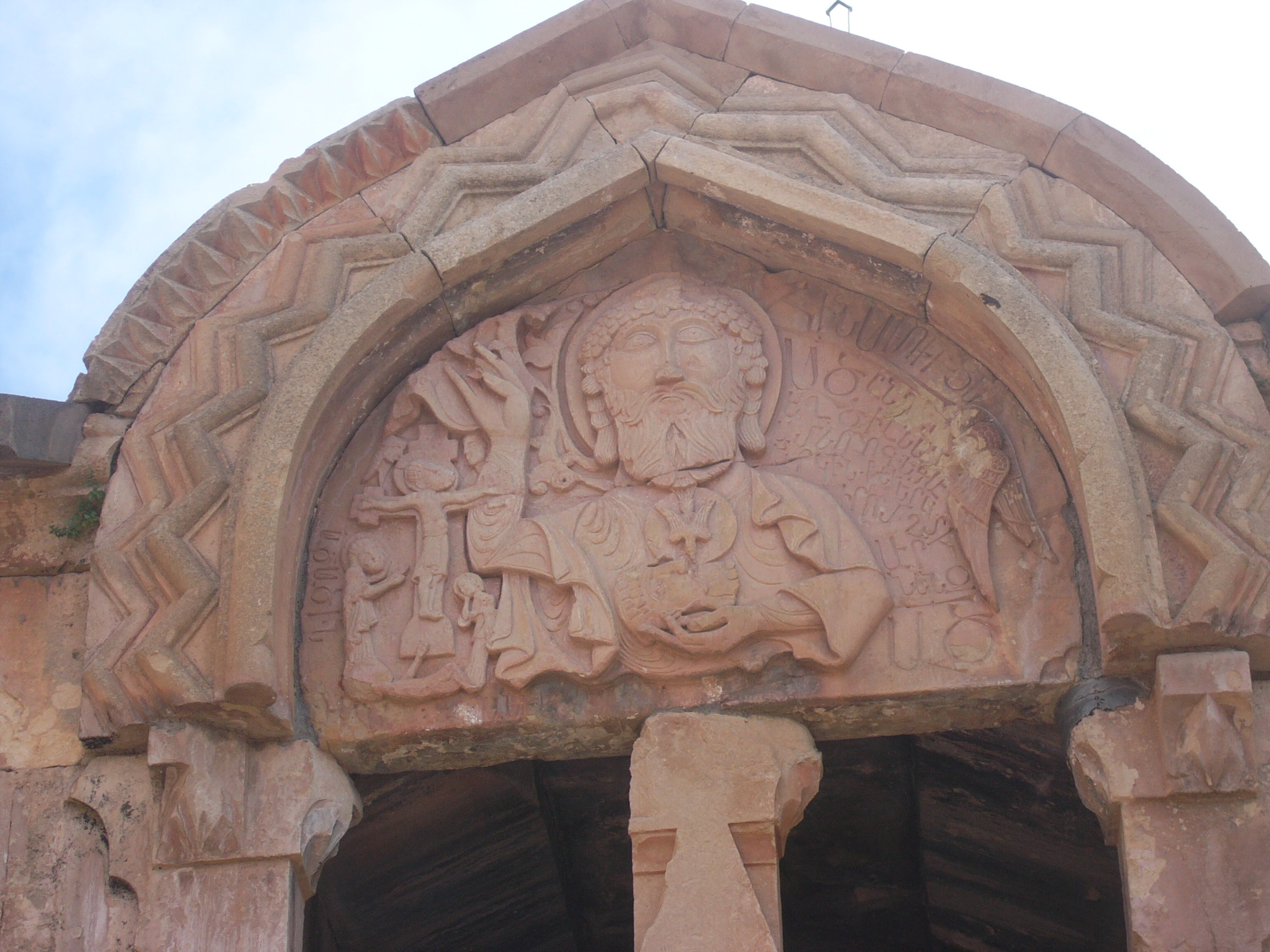
Tympan supérieur.

### Sourp Grigor
L'église Sourp Grigor (« Saint-Grégoire »), ou chapelle de Smbat Orbélian (l'église abrite sa tombe), a été bâtie en 1275 par l'architecte Siranès, au nord de Sourp Karapet, sur commande du frère de Smbat, Tarssayitj Orbélian. Il s'agit d'une mononef à voûte en berceau posée sur un doubleau, dotée à l'est d'un autel semi-circulaire encadré de khatchkars et de colombes sculptées. À l'intérieur de l'église, des restes de fresques sont encore discernables ; Sourp Grigor contient plusieurs tombes de membres de la famille Orbélian, dont celle du fils de Tarssayitj, Élikum, frère de Stépanos, mort en 1300. Sa pierre tombale représente un lion : une inscription explique que le prince, lorsqu'il combattait, « rugissait comme un lion ». L'entrée (à l'ouest) de l'église est surmontée d'un tympan.

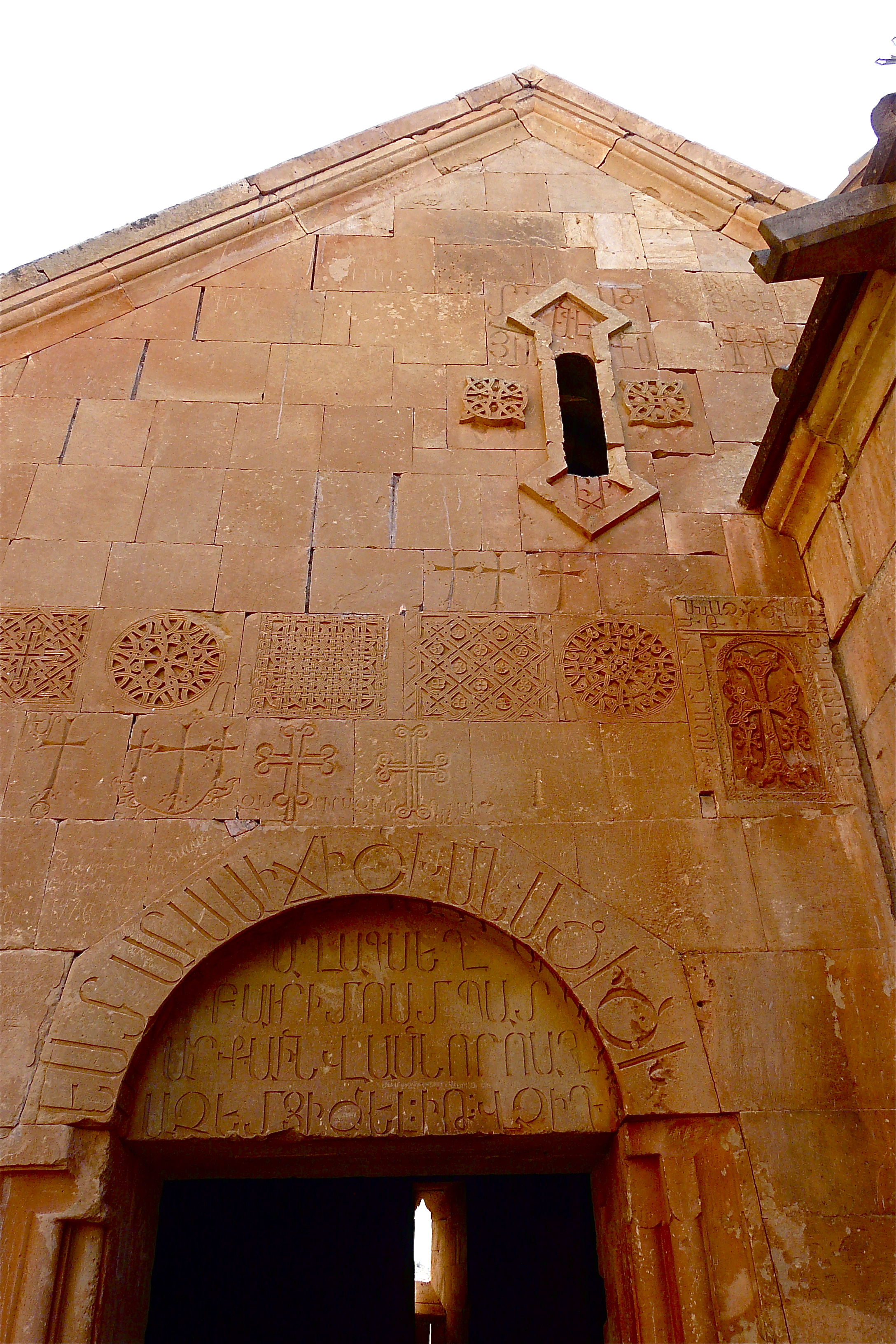
Façade occidentale.
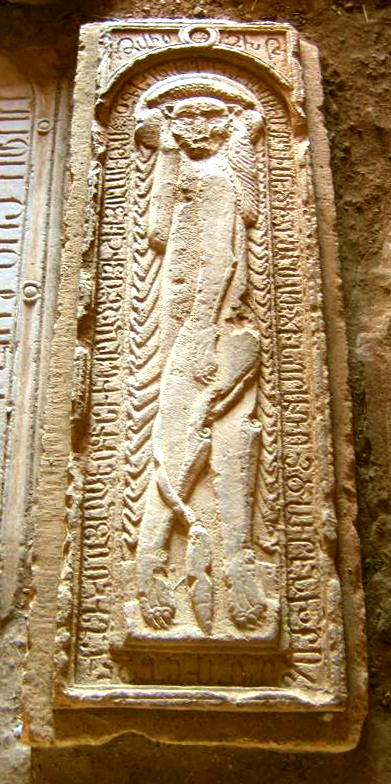
Pierre tombale d'Élikum Orbélian.

### Sourp Astvatsatsin
L'église Sourp Astvatsatsin (« Sainte-Mère-de-Dieu ») est construite de 1331 à 1339 selon les plans de Momik (mort avant son achèvement, en 1333, et dont le khatchkar funéraire de 1339 est adossé à la façade méridionale du bâtiment), au sud-est du groupe de Sourp Karapet. Elle est également nommée Burtelashen (« construite par Burtel »), du nom de son commanditaire, Burtel Orbélian. Le bâtiment est l'église-mausolée de ce dernier et de sa famille, et compte trois niveaux : le premier niveau, accessible de l'extérieur en descendant six marches et de plan rectangulaire, est le mausolée, et le deuxième niveau, accessible de l'extérieur par des escaliers adossés à la façade occidentale et de plan cruciforme, est l'église proprement dite ; le troisième niveau est formé du dôme supporté par une rotonde de douze colonnes dont, exemple unique dans l'architecture arménienne, trois sont sculptées : une Vierge à l'Enfant est entourée du commanditaire lui présentant l'église et de son fils. Ce troisième niveau a été détruit en 1840 et reconstruit en 1997 à partir des fragments originels.

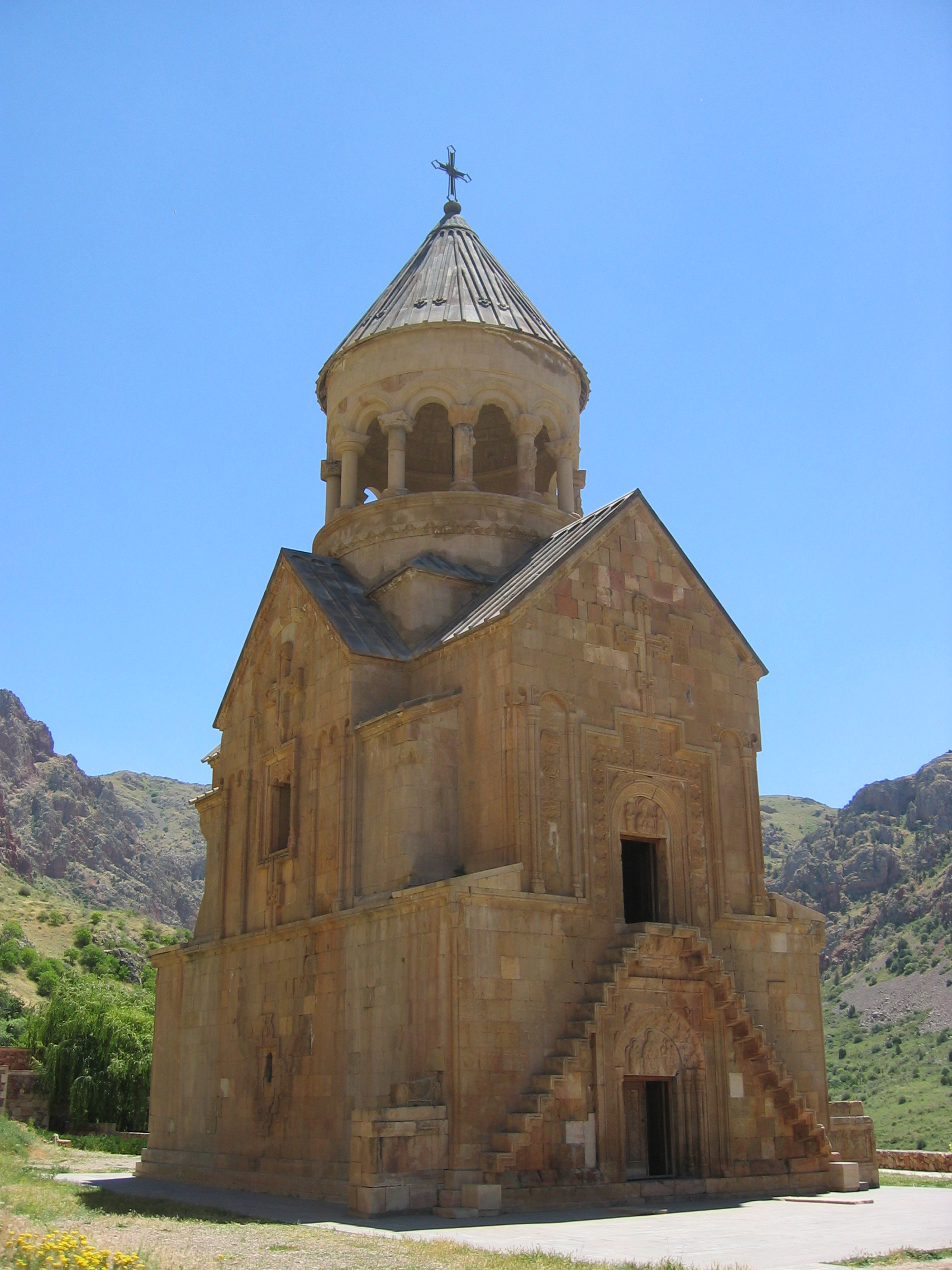
Façades septentrionale et occidentale.
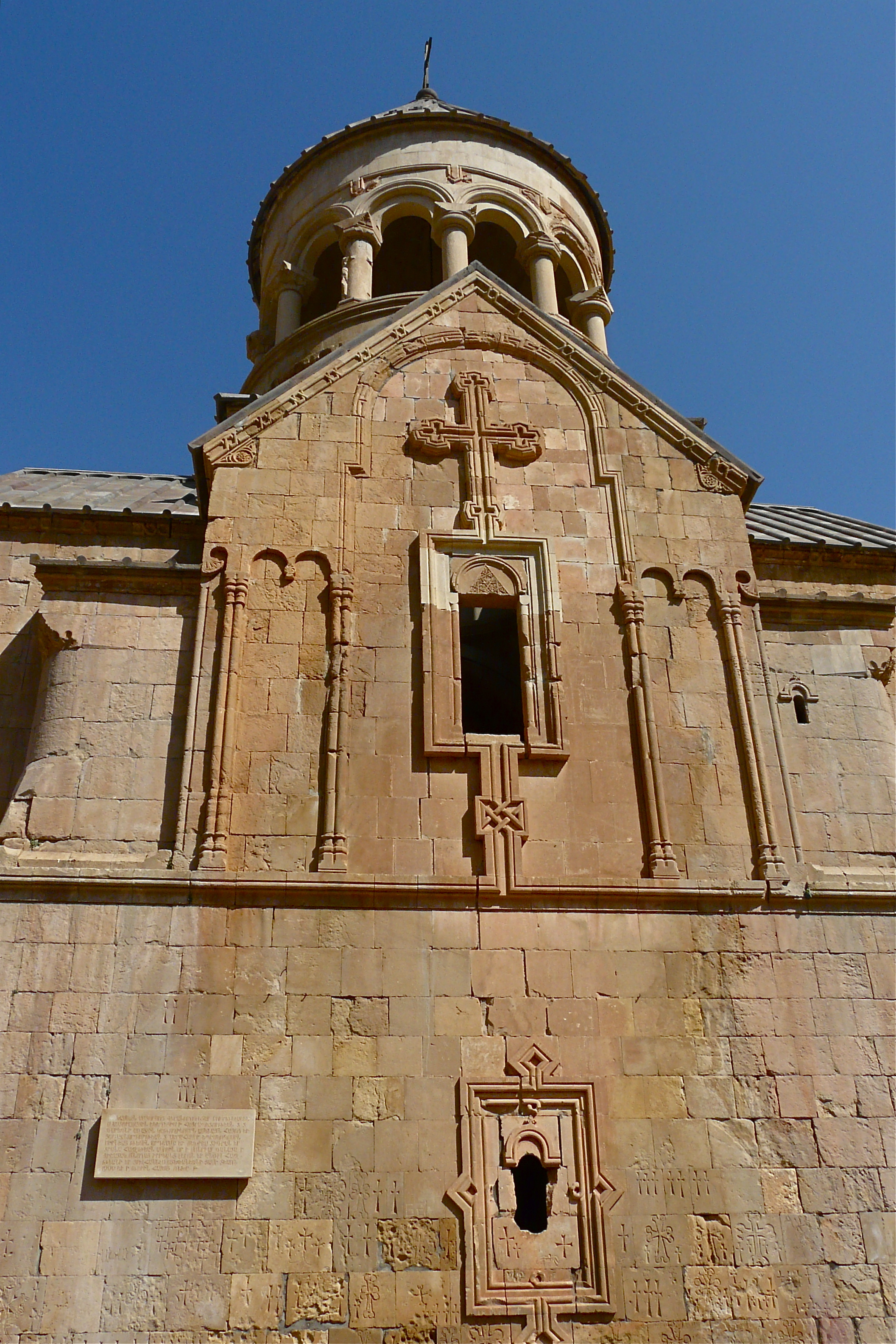
Façade orientale.
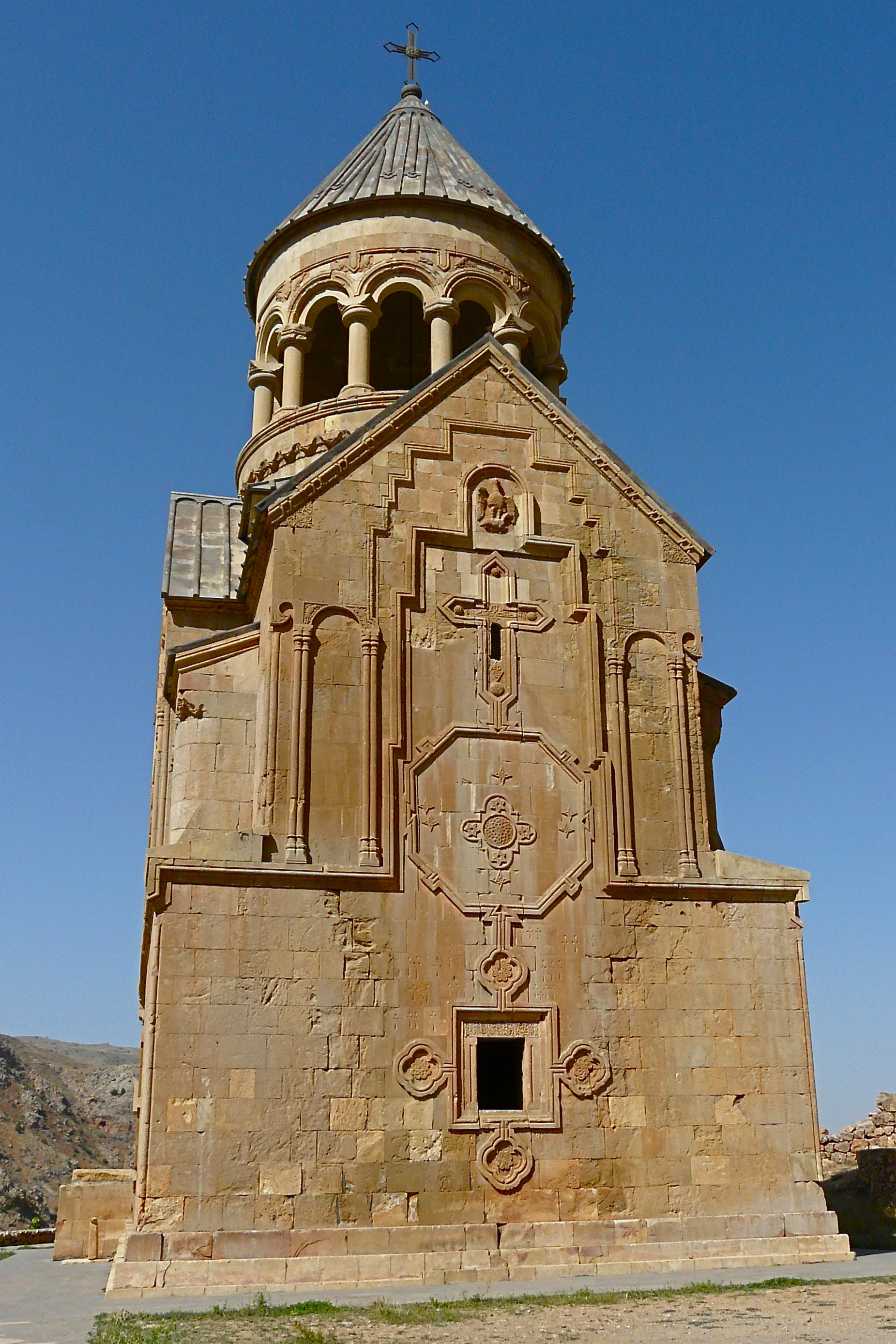
Façade méridionale.

Son décor sculpté est « d'une richesse extrême », tant à l'intérieur, avec les symboles des Évangélistes du premier niveau ou le Christ entouré d'anges du cul de four surplombant l'autel du deuxième niveau, qu'à l'extérieur, avec les compositions des façades et les portes de la façade occidentale. Ces portes sont encadrées de bordures rectangulaires, de colonnes, de figures géométriques, de colombes et de sirènes, et sont dotées de tympans, exemples de hauts-reliefs sur fond vide :
- le tympan inférieur représente une Vierge à l'Enfant entourée des archanges Gabriel et Michel[33]. Iconographiquement et stylistiquement, il reste proche de la tradition byzantine (hodigitria, ou Vierge au trône)[37] ;
- le tympan supérieur représente le Christ entouré des apôtres Pierre et Paul[41].

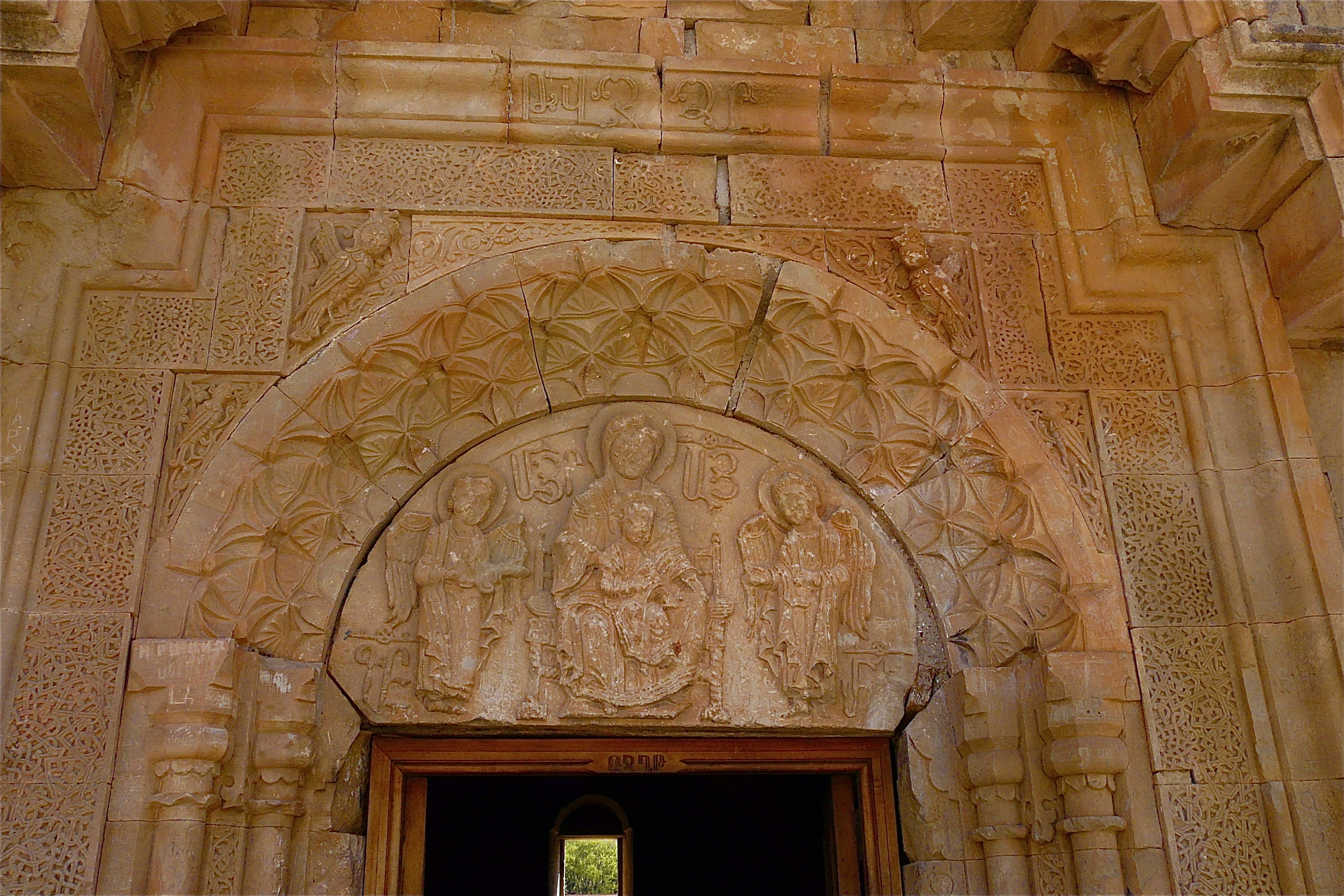
Tympan inférieur.
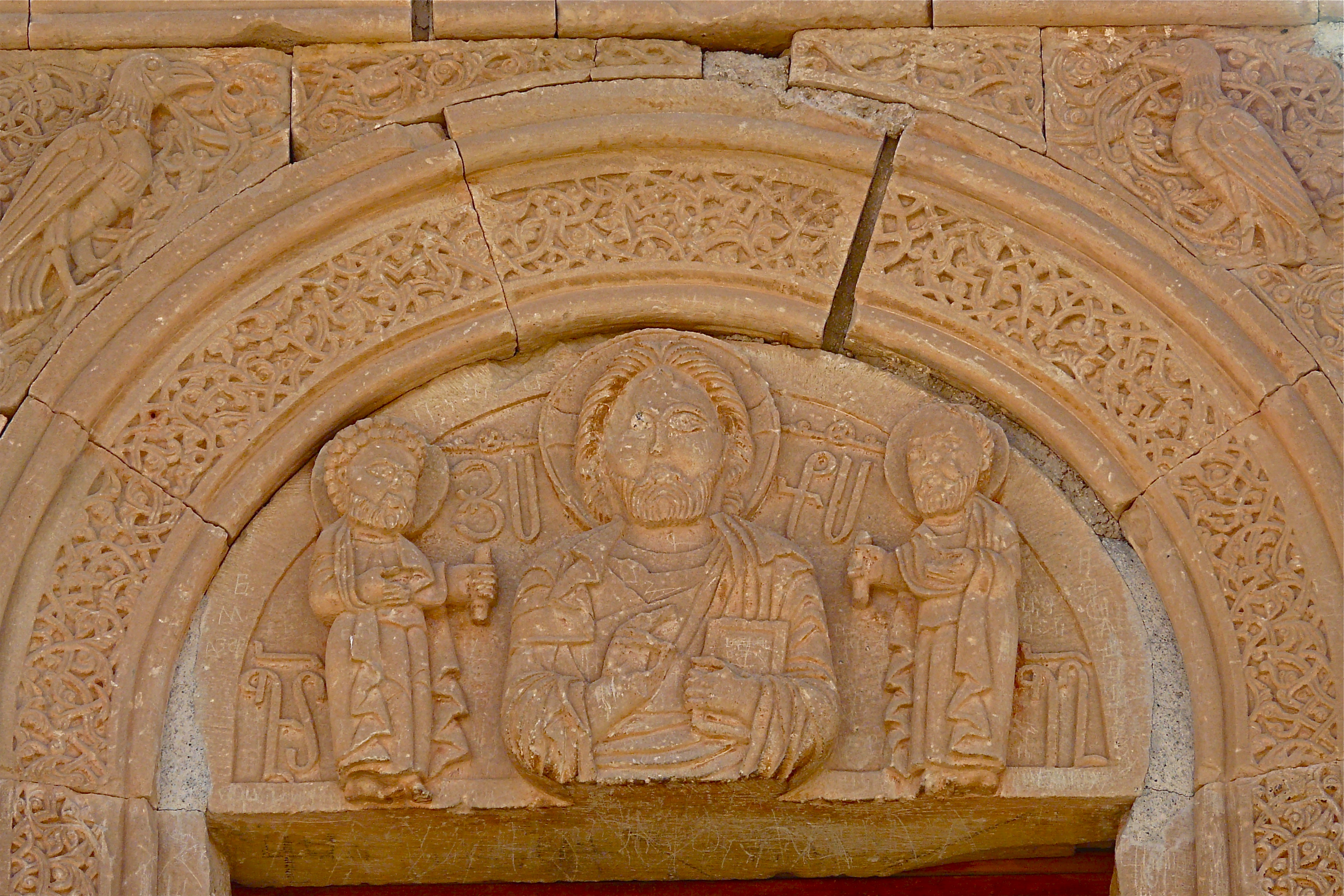
Tympan supérieur.